# Gooden's Corner
Gooden's Corner è un album di Grant Green, pubblicato dalla Blue Note Records nel 1979 (alcune fonti indicano il 1980 come prima pubblicazione, mentre sul vinile è stampato il 1979). Il disco fu registrato il 23 dicembre 1961 al Van Gelder Studio di Englewood Cliffs, New Jersey (Stati Uniti).

## Tracce
Lato A
1. On Green Dolphin Street – 6:25 (Bronislaw Kaper, Ned Washington)
2. Shadrack – 6:21 (Robert MacGimsey)
3. What Is This Thing Called Love? – 5:50 (Cole Porter)

Lato B
1. Moon River – 5:35 (Henry Mancini, Johnny Mercer)
2. Gooden's Corner – 8:12 (Grant Green)
3. Two for One – 7:38 (Grant Green)

Edizione CD del 2014, pubblicato dalla Blue Note Records (UCCQ-5015)
1. On Green Dolphin Street – 6:25 (Bronislaw Kaper, Ned Washington)
2. Shadrack – 6:21 (Robert MacGimsey)
3. What Is This Thing Called Love? – 5:50 (Cole Porter)
4. Moon River – 5:35 (Henry Mancini, Johnny Mercer)
5. Gooden's Corner – 8:12 (Grant Green)
6. Two for One – 7:38 (Grant Green)
7. Count Every Star – 6:19 (Bruno Coquatrix, Sammy Gallop)

## Musicisti
- Grant Green - chitarra
- Sonny Clark - pianoforte
- Ike Quebec - sassofono tenore (solo brano: Count Every Star)
- Sam Jones - contrabbasso
- Louis Hayes - batteria[3]